# Kastre
Kastre – wieś w Estonii, w prowincji Tartu, w gminie Mäksa.

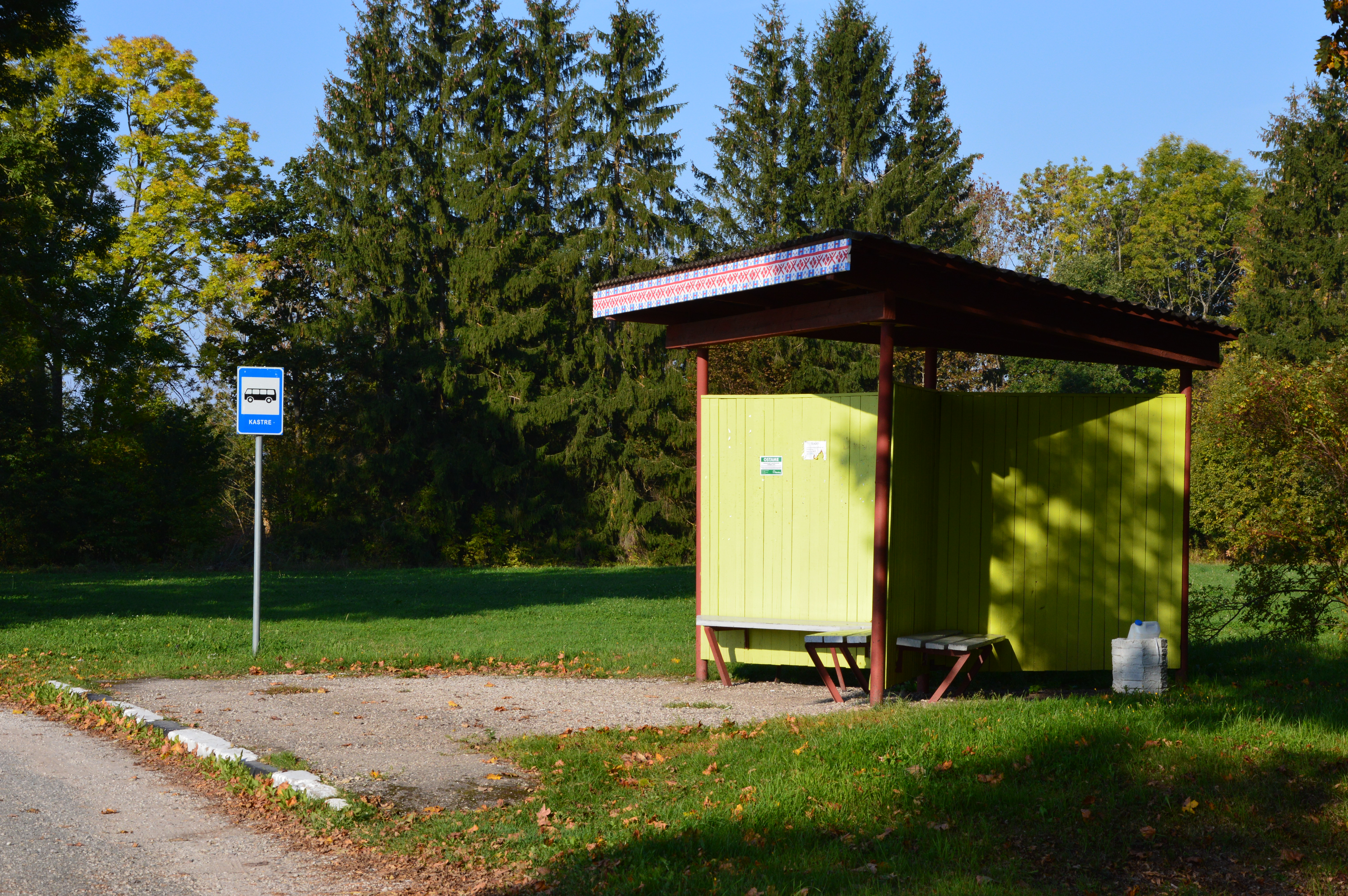
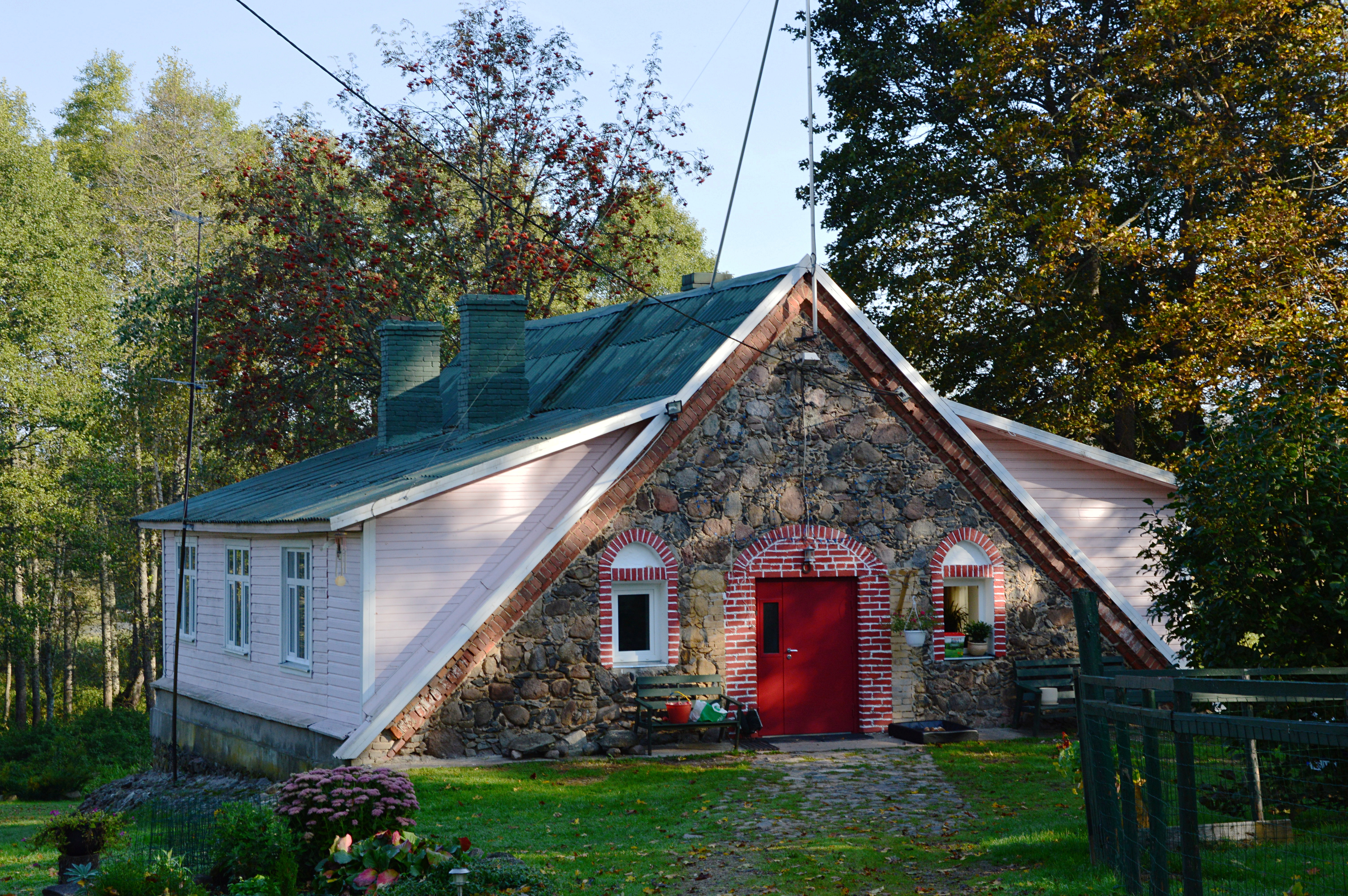
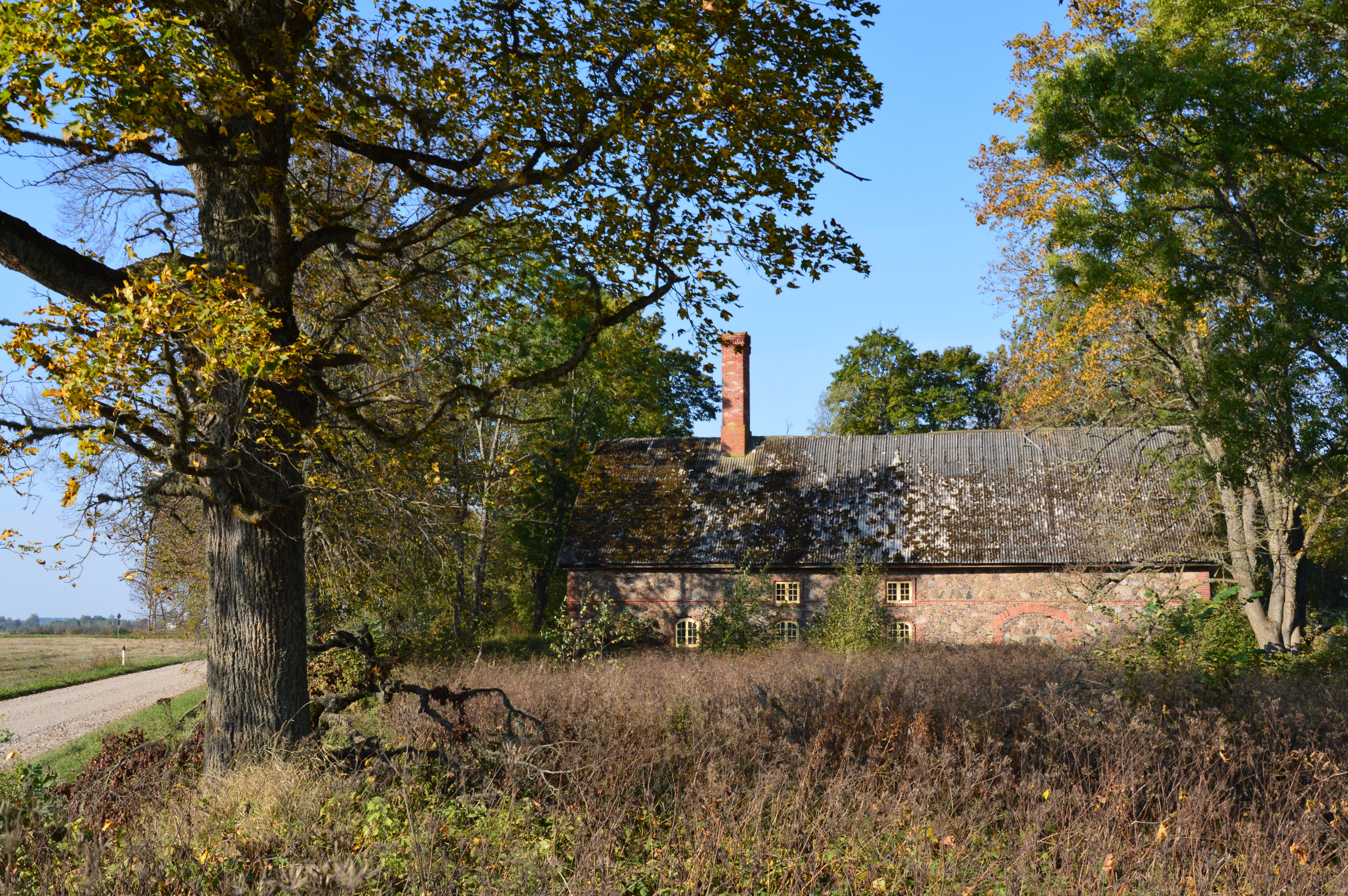
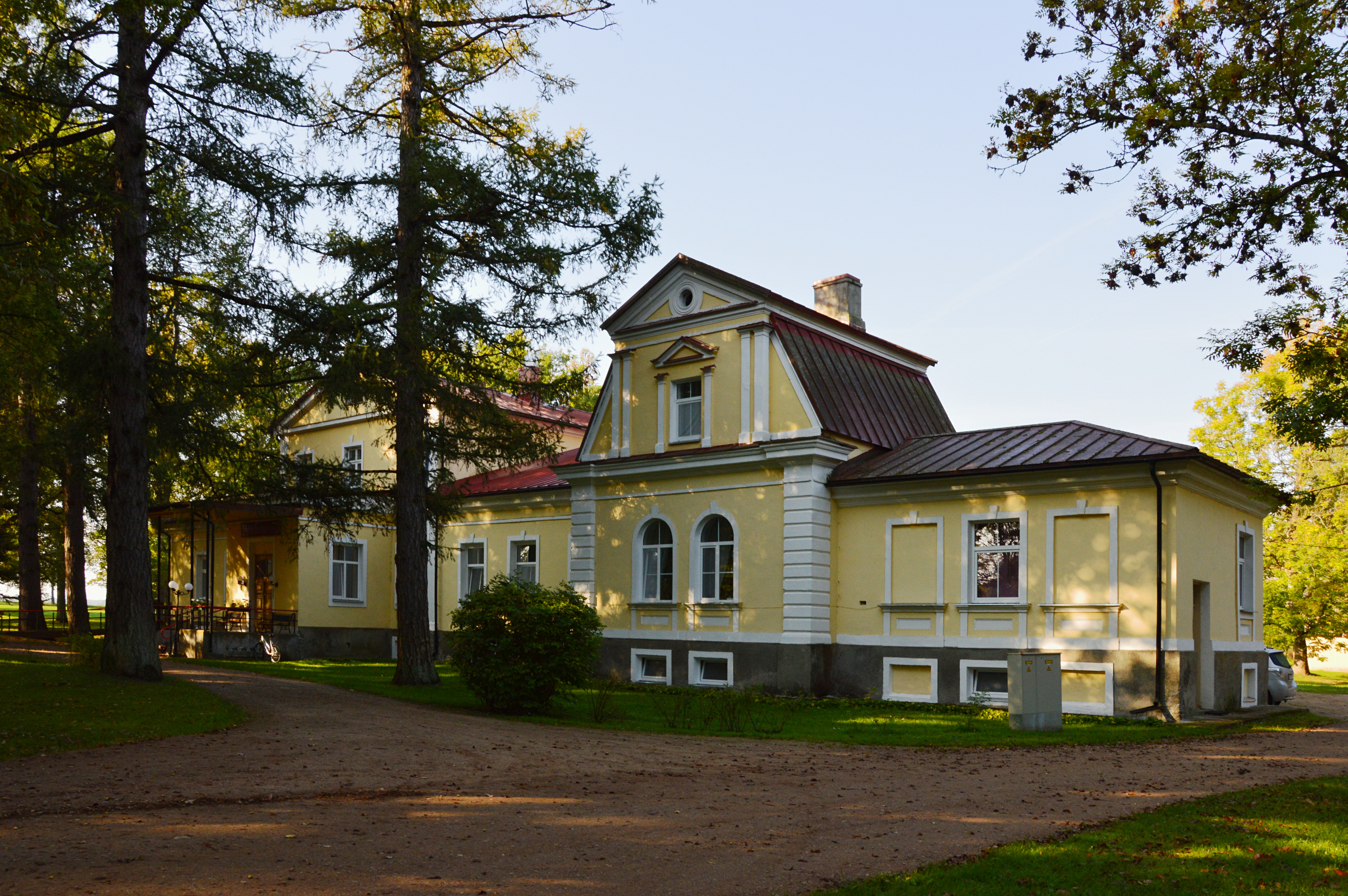